# Trichopoda pilipes
Trichopoda pilipes är en tvåvingeart som först beskrevs av Fabricius 1805.  Trichopoda pilipes ingår i släktet Trichopoda och familjen parasitflugor.
Artens utbredningsområde är Hawaii. Inga underarter finns listade i Catalogue of Life.